# Rue Frounzé (Samara)
La rue Frounzé (улица Фру́нзе) est une voie de la partie historique de la ville de Samara en Russie. Elle traverse les districts urbains (raïons) de Samara et de Lénine, débutant place du Pain (Khlebnaïa) et se terminant rue Vilonovskaïa.
Elle se trouve entre les rues parallèles Kouïbychev et Tchapaïev.
La rue Frounzé coupe la rue du Komsomol (Komsomolskaïa), la rue des Pionniers (Pionerskaïa), la rue Ventsek (Więcek), la rue de Léningrad (Leningradskaïa), la rue Nekrassov (Nekrassovskaïa), la rue Léon Tolstoï, la rue de l'Armée rouge (Krasnoarmeïskaïa) et la rue Chostakovitch. Elle longe la place Tchapaïev.

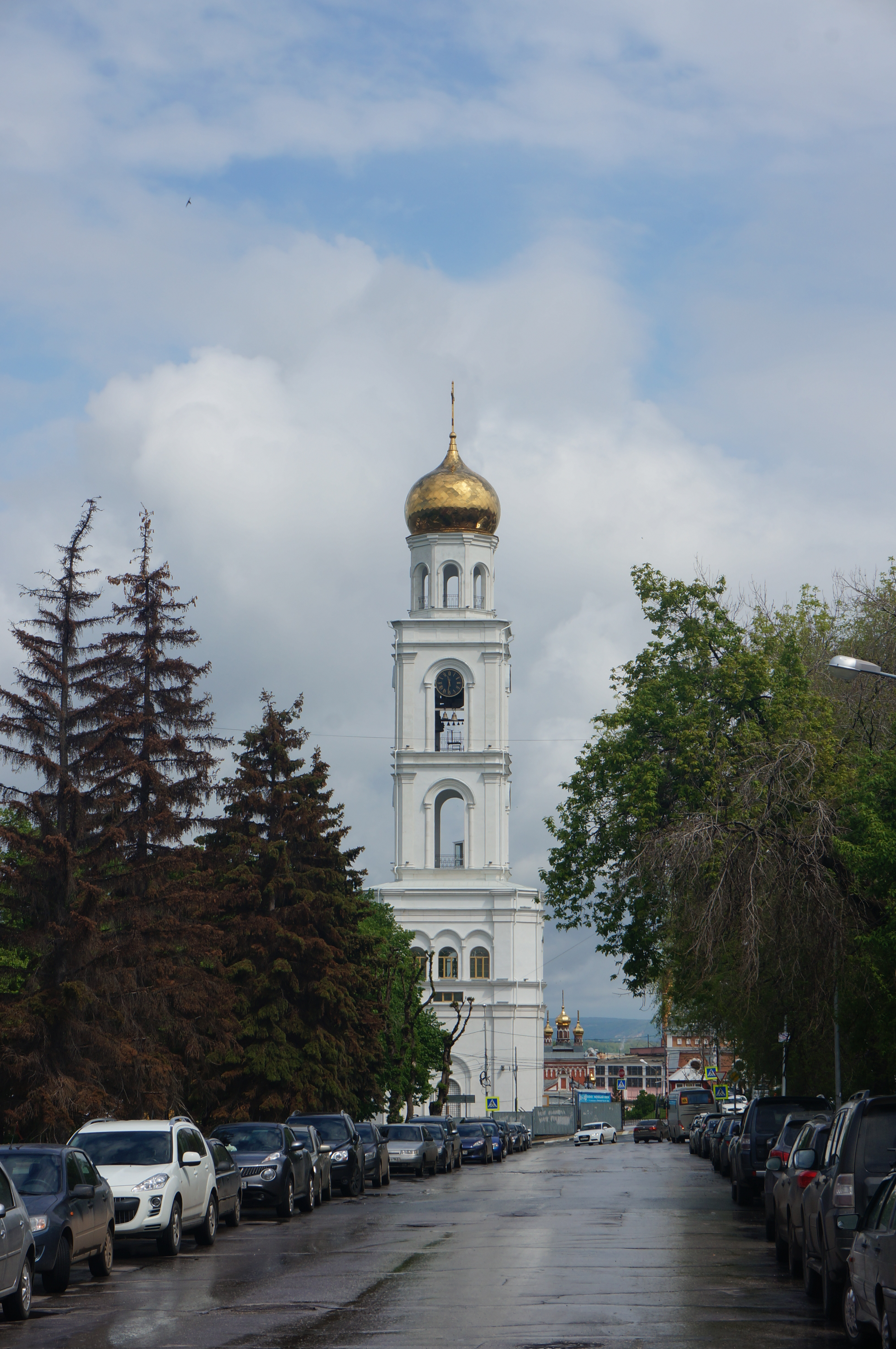
La rue Frounzé, vue vers le monastère Iversky.

Un grand nombre d'édifices du patrimoine et historiques donnent sur cette rue; beaucoup sont de style Modern (Art nouveau en Russie), comme l'ancien cirque Olympe devenu la Philharmonie de Samara, l'hôtel Jigouli (ancien Grand-Hôtel), ou l'hôtel particulier Kourline...

## Noms
- Au XVIIIe siècle, cette rue s'appelait Nikolaïevskaïa, puis Sibirskaïa (de Sibérie)
- à partir de 1853, rue de Saratov
- à partir de 1915, rue Tchelychev

Elle reçoit son nom actuel le 16 décembre 1925 en l'honneur de Mikhaïl Frounzé (1865-1925).

## Transport
- Les lignes du tramway de Samara suivantes parcourent cette rue: 1, 3, 5, 15, 16, 20, ainsi que celles des autobus 34, et des taxis collectifs 92, 207, 226, 240 et autres.
- Les lignes d'autobus 11, 37, 47 coupent la rue par la rue Léon Tolstoï.
- Par la rue de l'Armée rouge, l'autobus 24 s'y arrête.

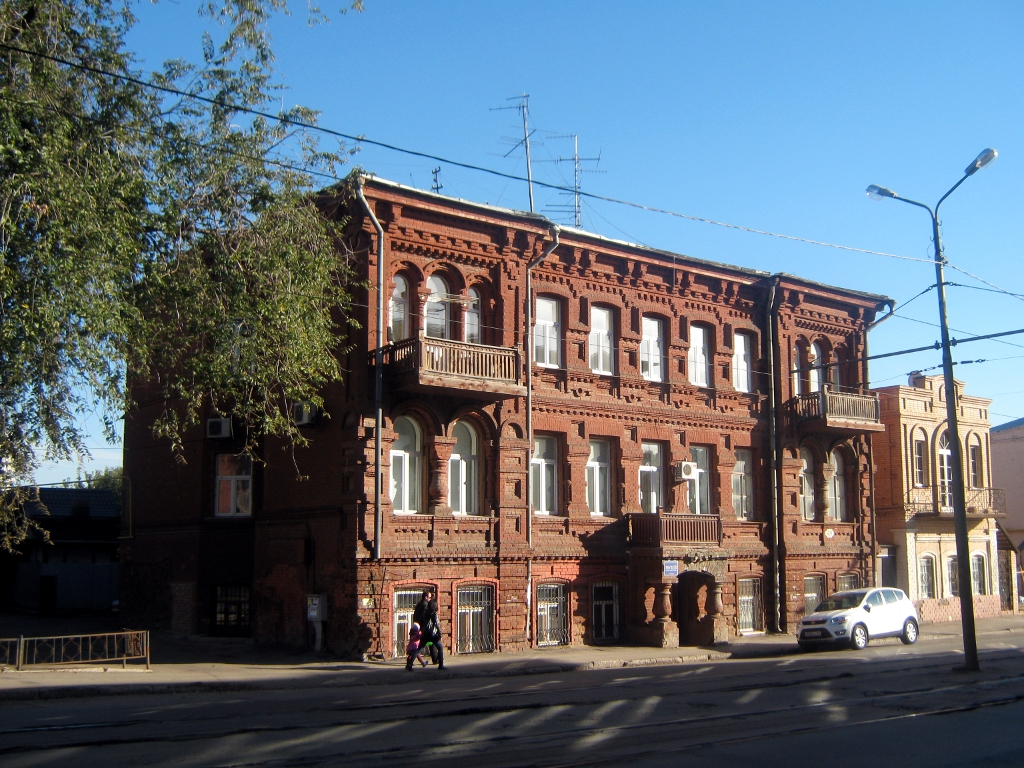
N° 49, de style néorusse, inscrit au patrimoine.
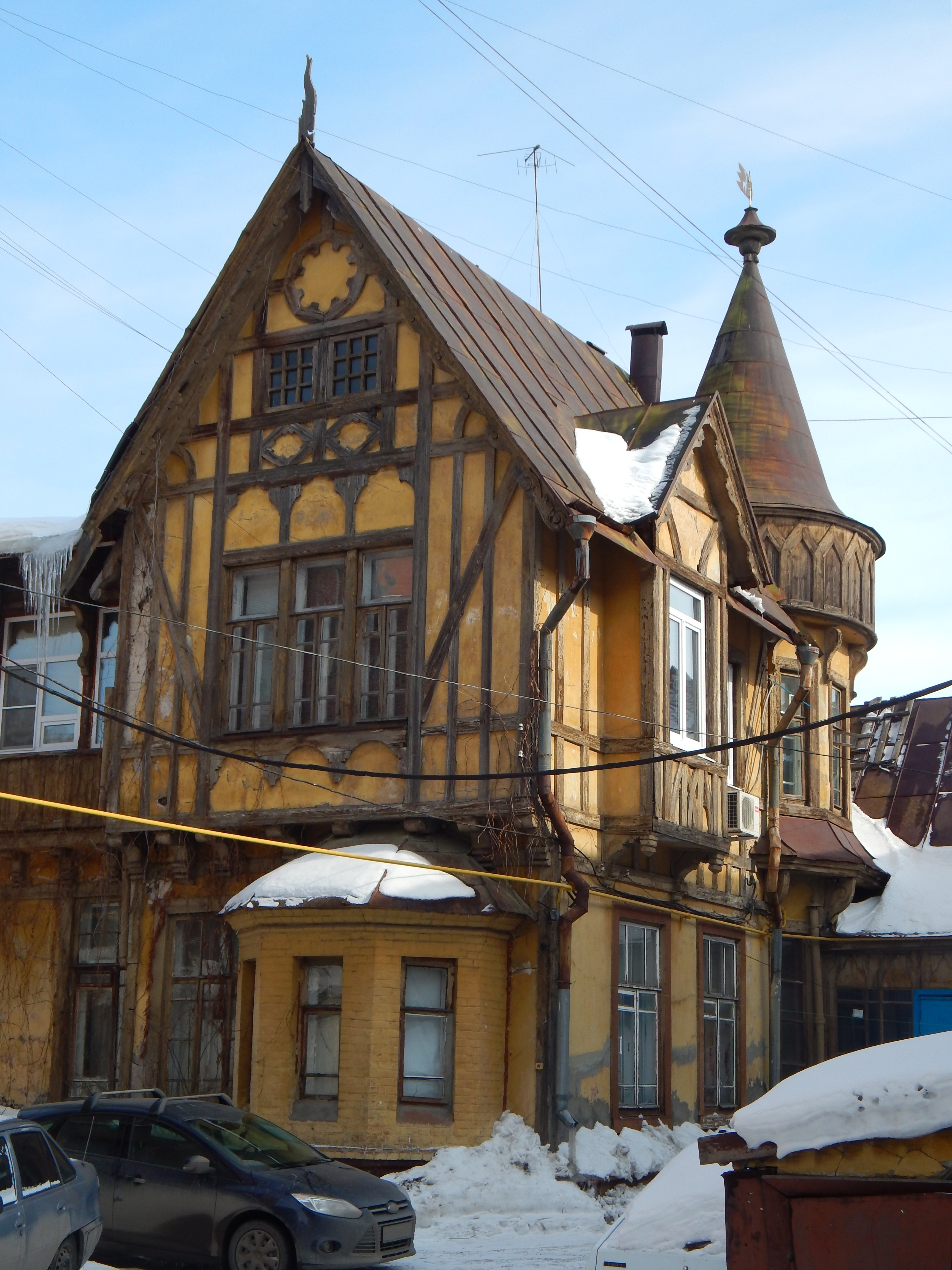
Maison à colombages au N° 75A.
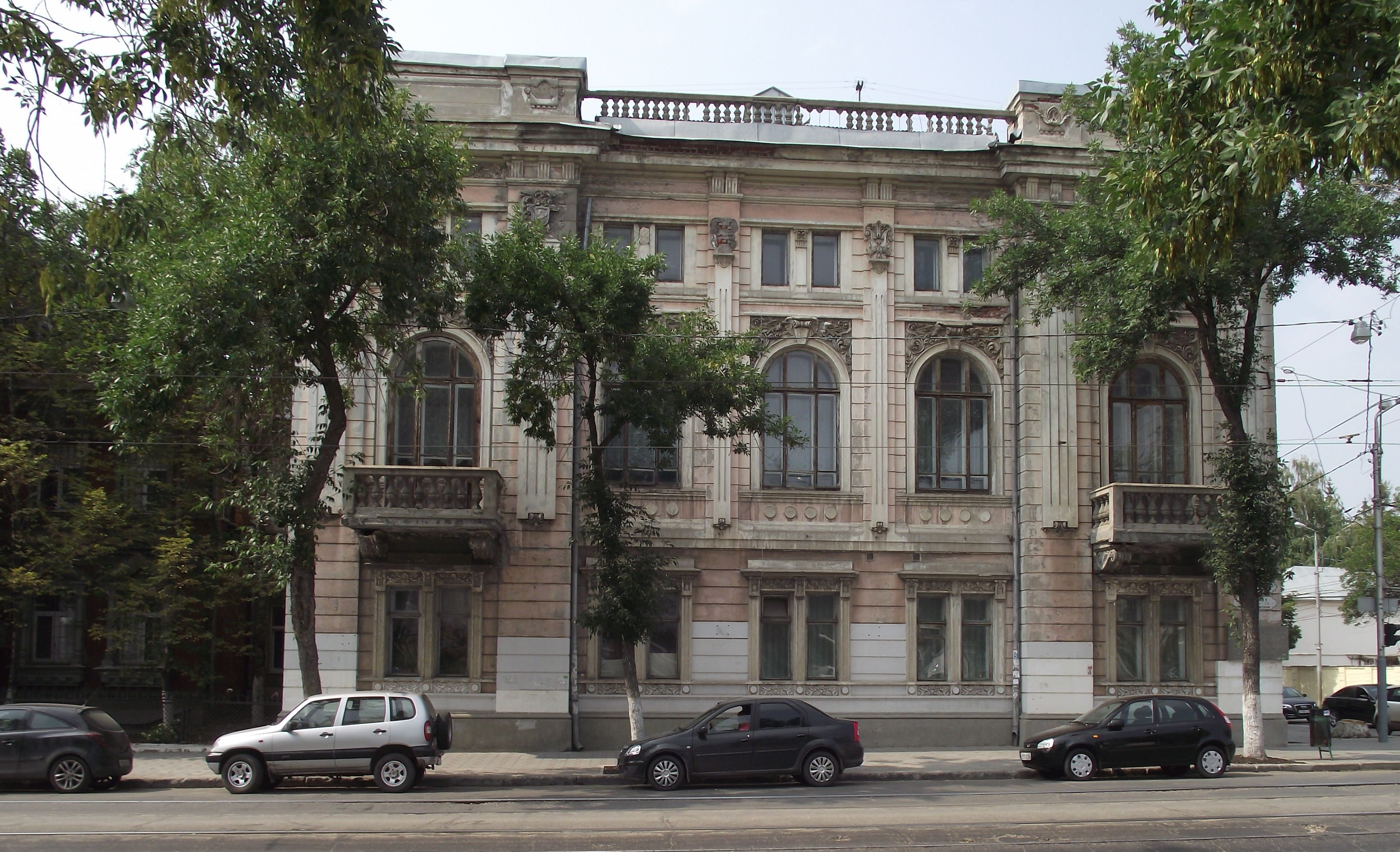
N° 116, ancien siège de l'administration des zemtsvos, inscrit au patrimoine.
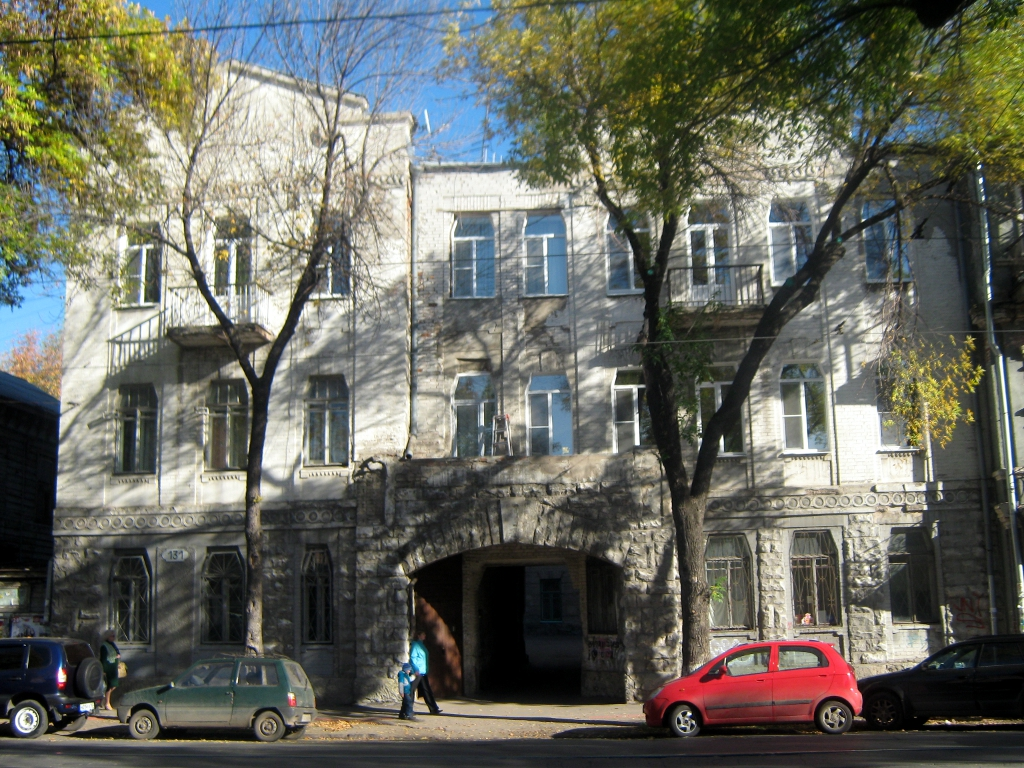
N° 131, immeuble inscrit au patrimoine.
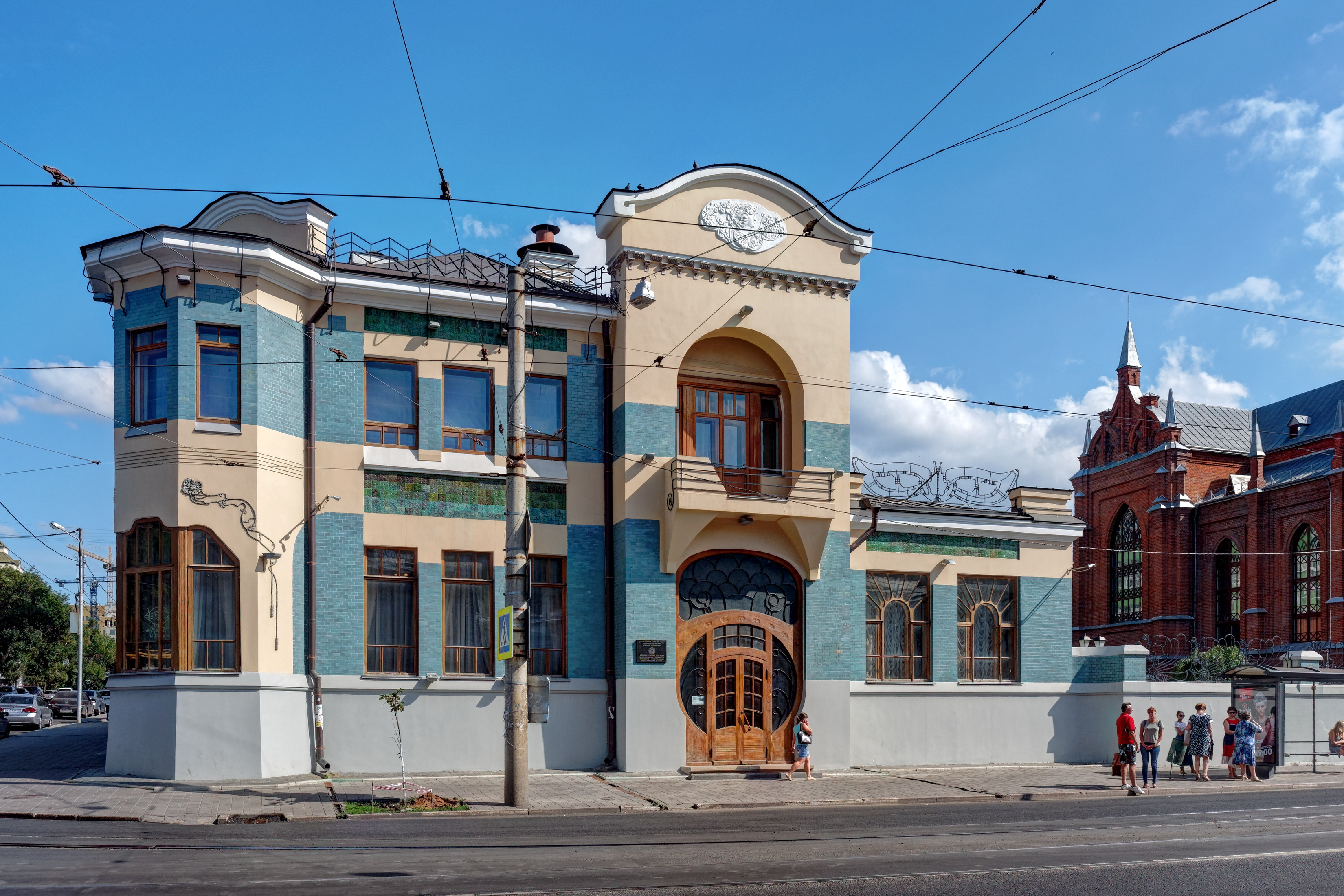
Hôtel particulier Kourline de style Modern, au n° 159.
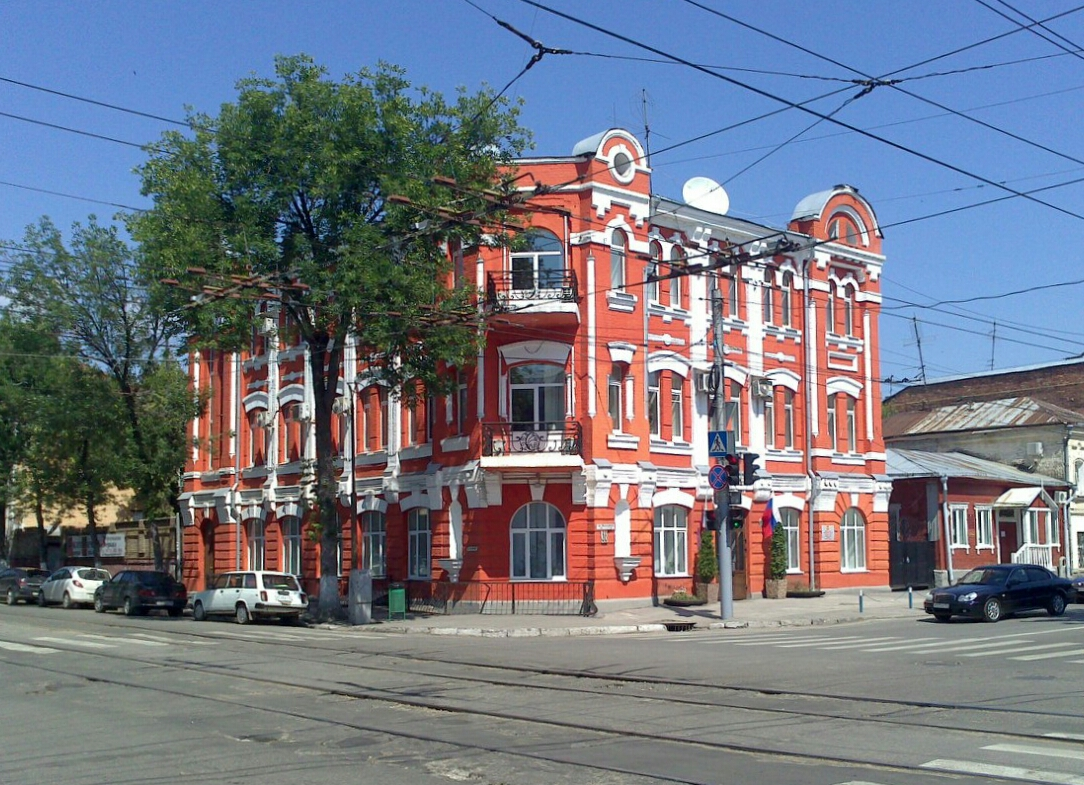
N° 119, inscrit au patrimoine.

## Édifices remarquables

### Côté pair

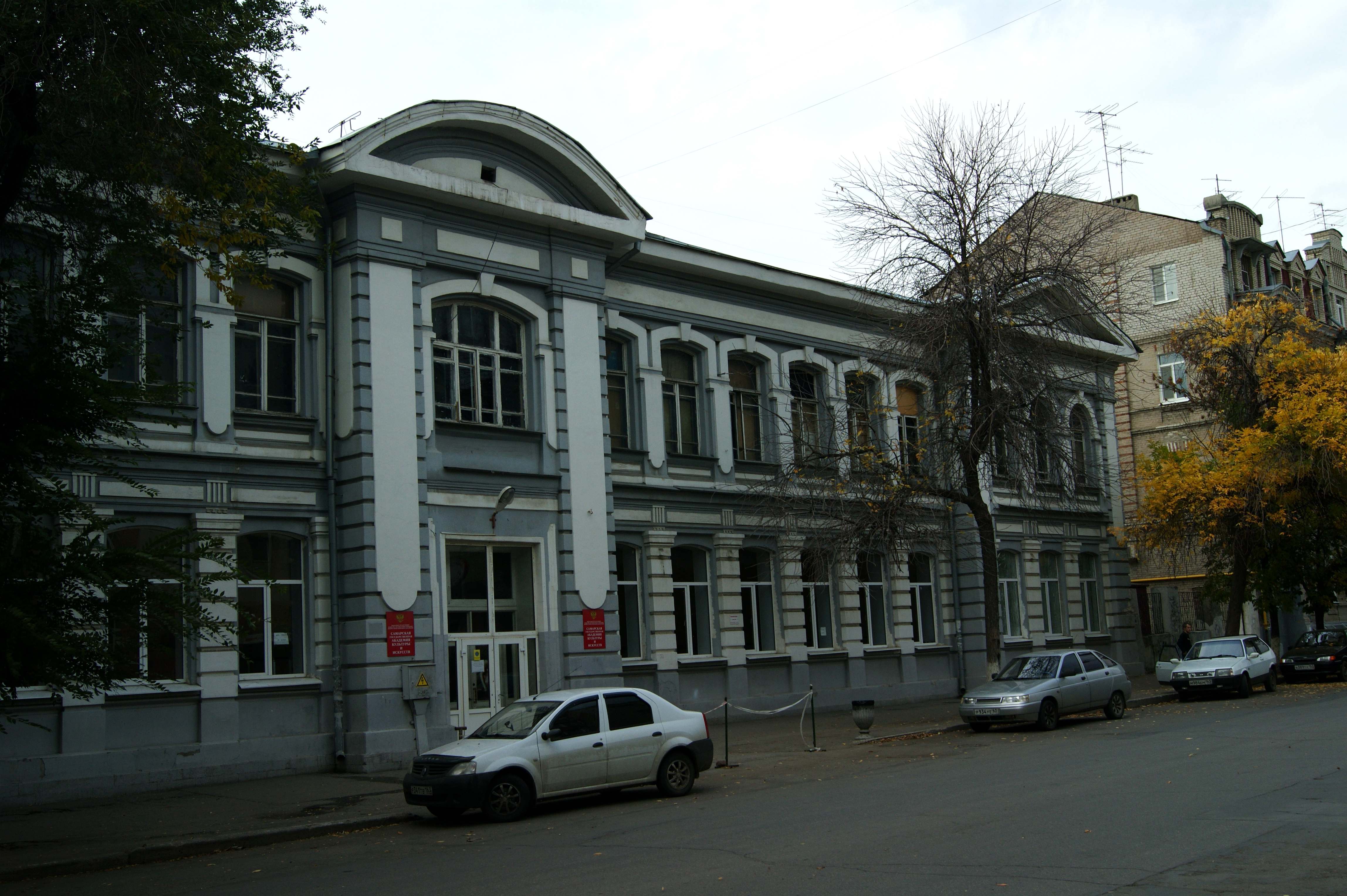
Ancien lycée de garçons, inscrit au patrimoine culturel № 6300324001.

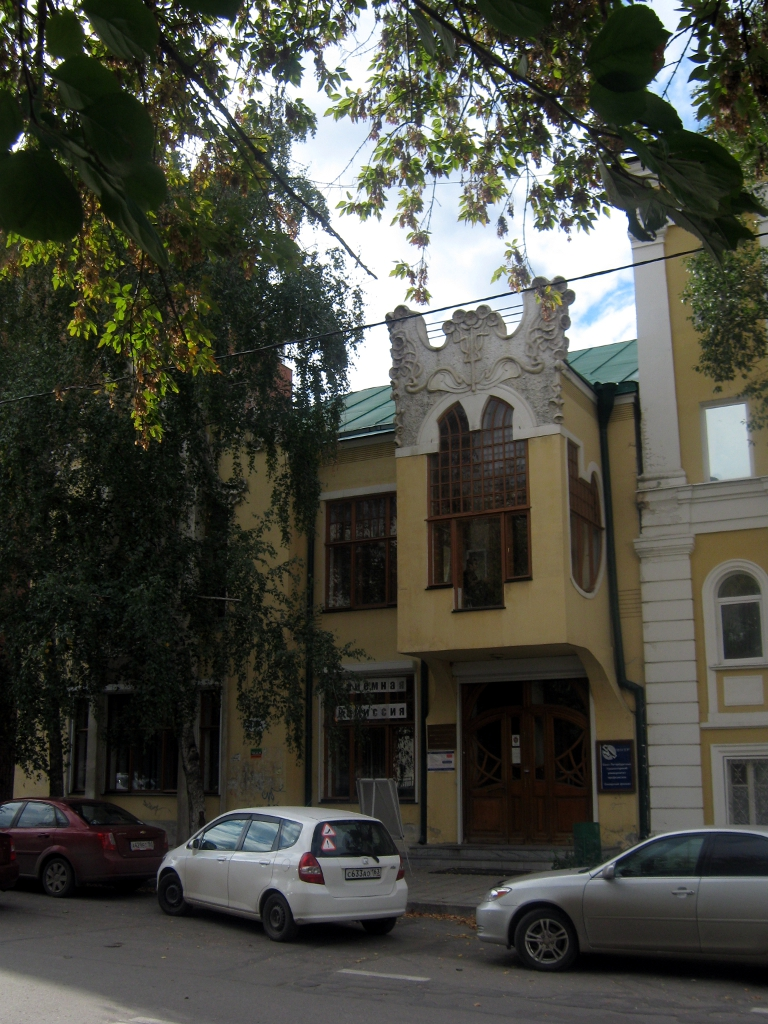
N° 144, inscrit au patrimoine culturel № 6300326000.

- № 56 — immeuble construit par Mikhaïl Tchelychev (1895)
- № 98 — centre de création technique, ancienne station régionale des jeunes techniciens et ancienne maison de charité fondée par les marchands Arjanov, auprès de l'église des correligionnaires
- № 100 — église des correligionnaires (remaniée)
- № 112 — administration du service fédéral de migration pour l'oblast de Samara[1]
- № 114 — immeuble où vécut en 1919 Mikhaïl Frounzé. Un musée lui y est consacré à partir de 1934.
- № 116 — siège de l'administration des zemtsvos du gouvernement de Samara (1898-1899, arch. Alexandre Zelenko)[2]. L'état-major de la IVe armée et du groupe Sud du front Est s'y installe en 1919. Aujourd'hui: collège de construction et d'entreprenariat, filiale de l'université de construction de Moscou
- № 120 — musée Eldar Riazanov. Immeuble où vécut le cinéaste Eldar Riazanov
- № 124 — inspection du service fédéral des impôts pour les imposés importants
- № 128 — filiale de Samara de l'université des sciences humaines des syndicats de Saint-Pétersbourg
- № 138 — ancien gymnasium classique de garçons n° 2 (1908), inscrit au patrimoine architectural № 6300324001[3]
- № 144 — hôtel particulier d'Ekaterina Novokrechtchenova construit en 1909.L'Armée rouge y a installé ses hommes après que la Légion tchécoslovaque a quitté la ville
- № 146 — immeuble de cinq étages construit par Piotr Chtcherbatchiov. Le compositeur Dmitri Chostakovitch y vécut de 1941 à 1943 et y termina sa symphonie n° 7[4]
- Au croisement de la rue Chostakovitch, se trouve la place Tchapaïev, au milieu de laquelle est érigée une statue de Vassili Tchapaïev. La place ne s'étend que sur 2,9 hectares. Le théâtre dramatique de Samara donne sur cette place et devant le théâtre (au croisement avec la rue Vilonovskaïa) se trouve un square du nom de Pouchkine avec un buste du poète.

### Côté impair
Un trait caractéristique de la rue est que chacun de ses blocs du côté impair est fermé par des bâtiments de taille et d'architecture impressionnantes.

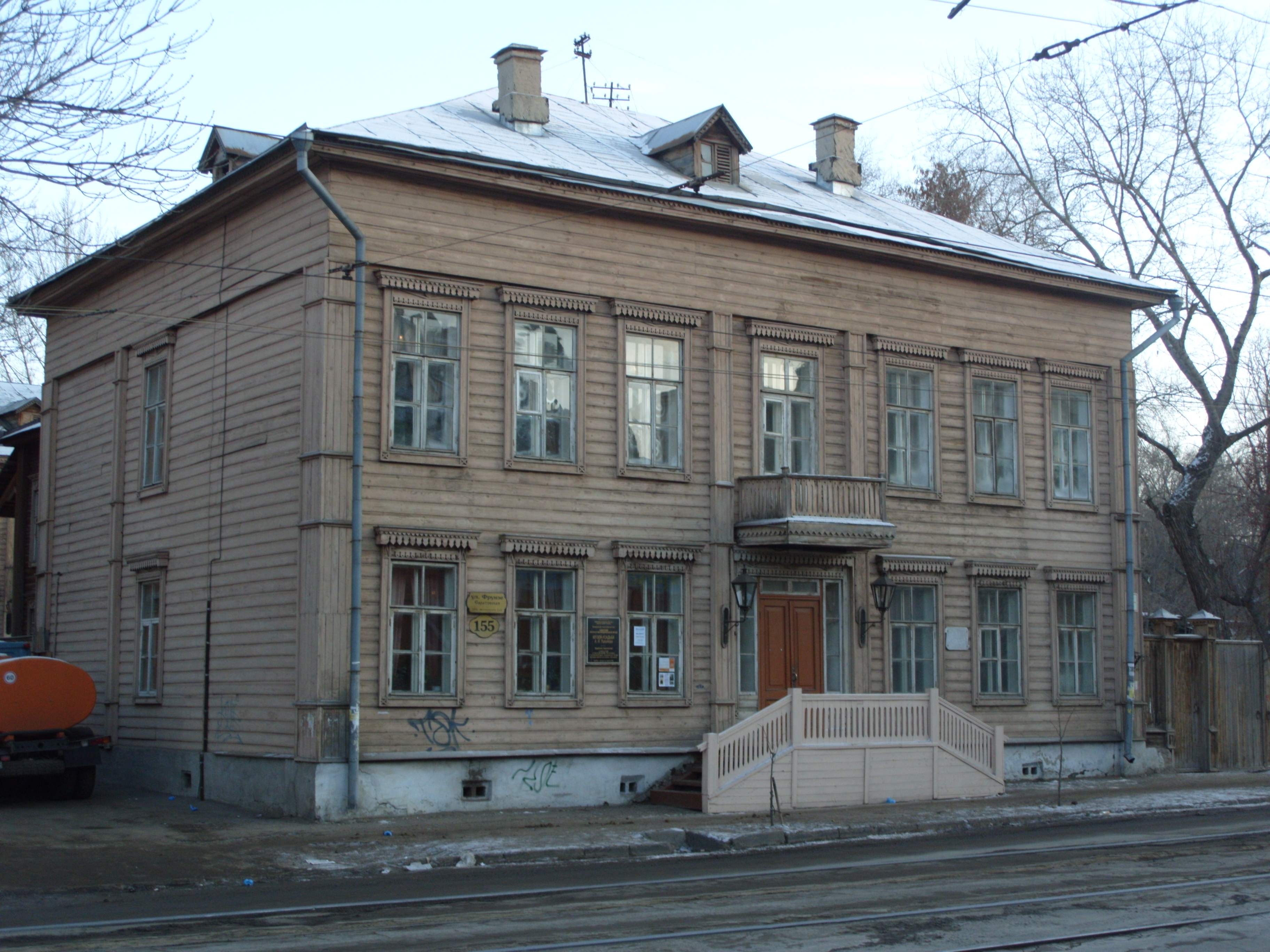
Maison-musée Alexis Tolstoï.

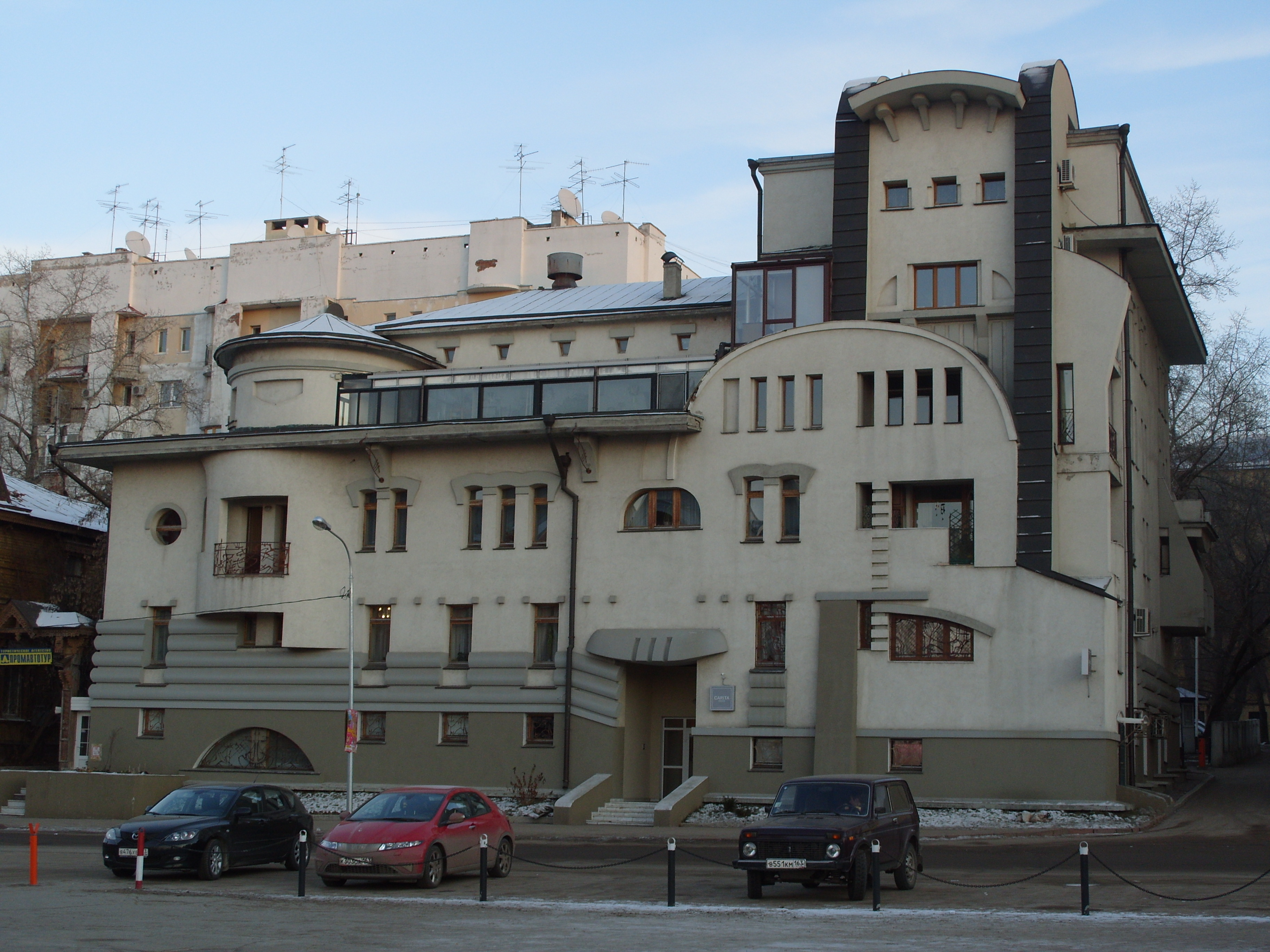
Immeuble «Мucha».

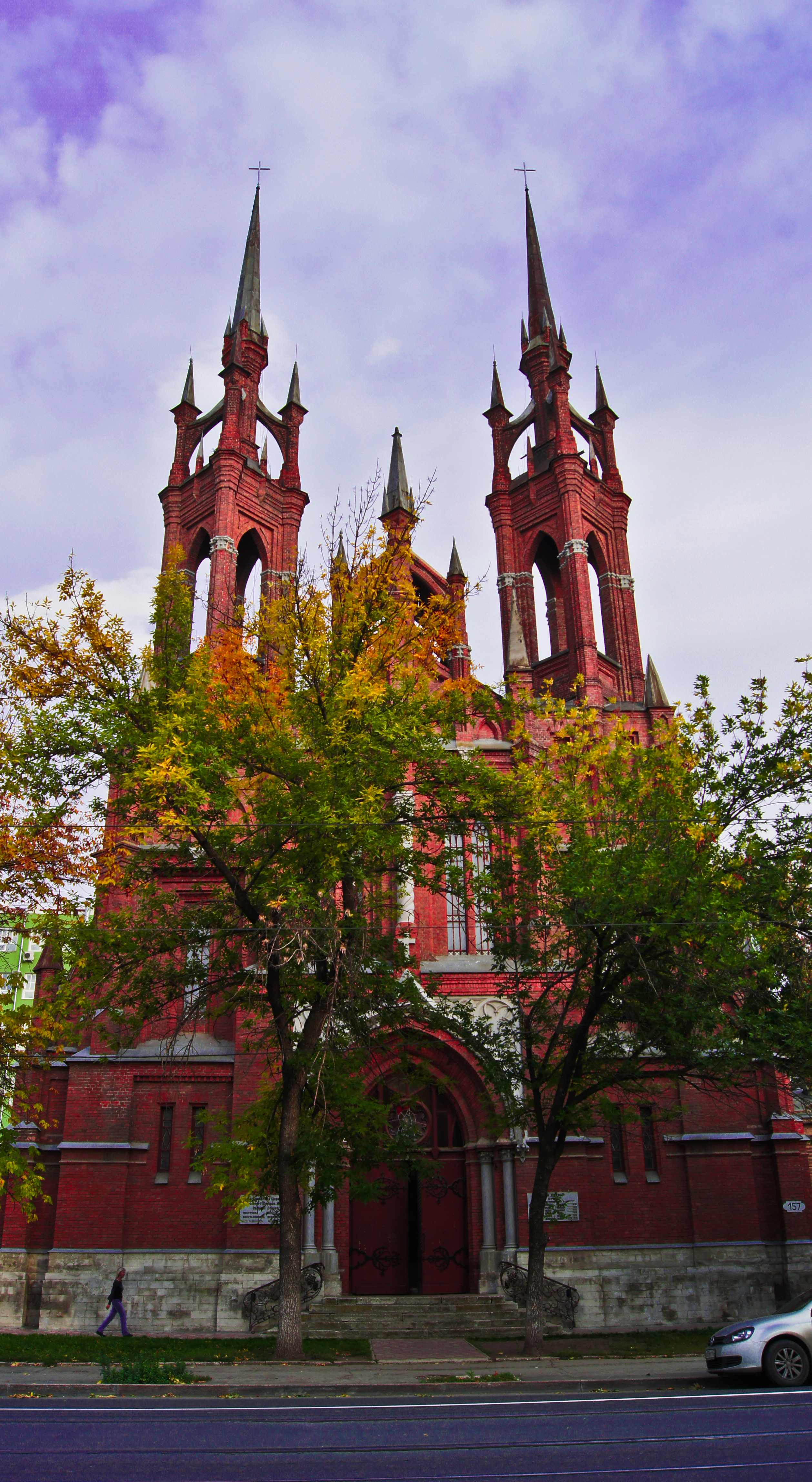
Église du Sacré-Cœur.

- № 49 - musée de l'histoire de la ville de Samara[2]
- № 65 — ancien appartement de l'avocat Andreï Nikolaïevitch Khadrine, où se rendait souvent Lénine, lorsqu'il vécut à Samara[2]
- № 75 — maison de style Modern, construite en 1903 par l'architecte G.N. Mochkov pour l'avocat Ossip Grigorievitch Hirschfeld; réaménagée en 1950 par sa fille, l'architecte M.G. Mochkova[2]. Inscrite au patrimoine culturel d'importance locale № 6300312000[5]
- № 75А (dans la cour) — édifice inhabituel pour Samara, d'architecture à colombages, dans le goût allemand avec une tour, construit à la fin du XIXe siècle, inscrit au patrimoine culturel d'importance locale № 6300313000[6]
- № 91 — hôtel Central («Центральная»), restaurant, café
- № 119 — immeuble rouge de deux étages inscrit au patrimoine
- № 141 — philharmonie de Samara[7]; c'est dans ce lieu que se trouvait le cirque «Olympe», bâtiment d'alors pouvant abriter le plus de monde dans la ville et où le 26 octobre 1917 fut proclamé le pouvoir soviétique à Samara. (Frounzé/Léon Tolstoï).
- № 143 — ancien appartement de S.K. Koukouchkine, éditeur de la revue L'Aube de la Volga («Заря Поволжья») (Frounzé/Léon Tolstoï), dont le premier numéro est sorti le 18 janvier 1914.
- № 145 — magasin de souvenirs «Sambouk»
- № 155 — maison-musée Alexis Tolstoï, musée littéraire consacré à Alexis Tolstoï, maison de bois où il passa son enfance. Une statuette en bronze de Bouratino est installée à côté sur le trottoir.
- № 157 — église catholique du Sacré-Cœur, fin XIXe siècle
- № 159 — hôtel particulier Kourline, aujourd'hui musée du style Modern de Samara (angle Frounzé/Armée rouge)
- № 167 — Académie d'État de culture et d'art de Samara, ancien siège du comité du PCUS de Kouïbychev (nom de Samara à l'époque soviétique) (comité régional du parti communiste de l'oblast). C'est dans la cour de cet immeuble que se trouve l'entrée du bunker de Staline.
- № 169 — immeuble d'habitation de cinq étages de la fin du XXe siècle, appelé «Мucha»[8]; architecte: Leonid Kouderov en style post-moderne, inhabituel pour Samara.
- № 171 — hôtel particulier Poplavski, construit en bois dans le style néorusse « terem »

## Codes postaux
- 443099: pairs: № 2; impairs: № 1-117
- 443099: pairs: № 10-100; impairs: нет
- 443010: pairs: № 102-106; impairs: 119-179